# مجبر بن إبراهيم بن سفيان
مجبر بن إبراهيم بن سفيان أو مجبر بن إبراهيم بن سفيان الأغلبي كان من أفراد الأسرة الأغلبية وقد تولى عدة أعمال بإفريقية ثم وُلّي على صقلية، فخرج يريد أرض قلورية، فأسرته الروم، وحُمل إلى القسطنطينية فمات بها أسيرًا عام 285 هـ، وقد قال قصيدة وهو في أسره عند الروم وبعث بها إلى القيروان، ورددها أكثر الناس أيام بني الأغلب. مطلع القصيدة هو:
ويختم قصيدته بقوله: